# ぷよけっとぱーてぃー
ぷよけっとぱーてぃーは、1999年から2004年まで北海道で開催されていたぷよぷよ、魔導物語オンリーのファンイベントである。通称「ぷよぱ」。

## 概要
当時のぷよぷよ、魔導物語のメーカー、コンパイルは、自社で開催していたゲームイベント「ばよえ～んツアー」内で公認の漫画同人誌即売会「魔導コミケ（仮）」を開催するなど、ファンによる二次創作活動を積極的に支援する姿勢を示していた。このような背景もあって、1990年代後半には数多くのサークルが活動していた。
「ばよえ～んツアー」及び「魔導コミケ（仮）」はその後、同社の経営悪化（のち和議申請）に伴い中止されたが、行き場を失ったファン有志が代わって各地においてファンイベントを開催するようになった。
「ぷよけっとぱーてぃー」は当初、札幌で同人誌を発行していたサークル「ぷよ出没注意!」が主催となって開催された。その後札幌市内でぷよぷよのゲーム大会を行っていた「道産子のぷよ通を熱くする会」とコンパイル支援団体である「CSA北海道」も参画し、3団体による共催となった。
地方都市での開催でありながら、その内容や手法が評価され全国のファンから注目されていたイベントである。
他都市で開催された同種のイベントに「魔導祭」、「魔導大作戦」、「ぷよけっとれぼりゅーしょん」などがある。

## 特徴
「ばよえ～んツアー」を参考に、AJPA公認の「ぷよぷよ」のゲーム大会と同人誌即売会とを併催した。文字通りパーティーのような雰囲気は通常の同人誌即売会はおろか、他のぷよぷよオンリーイベントとも一線を画するもので、北海道内はもちろん、その他の地域からも多くの参加者を集めた。CSAが参画していた時期はコンパイルからも支援され、ぷよまんが販売されたり、社長の仁井谷正充がゲストとして2度登場している。
主に札幌市での開催が中心だったが、その後「出張版」と称して個人主催としては異例の旭川市、釧路市、函館市での地方開催も行われ、地方在住の潜在的なファンの掘り起こしにも貢献した。また、同人誌即売会の実績が無い会場の新規開拓に積極的で、現在札幌で同人誌即売会が多く行われている北農健保会館（ホテルノースイン札幌）もこのイベントが開拓したとされる。
2004年、札幌での開催を最後にスタッフ不足を理由に休止。休止後10年以上が過ぎた現在でも再開を望む声が少なくないが、イベント開催当時からその内容を巡ってスタッフ間に確執があったと言われ、イベント休止後実際に分裂するなどして主催団体が事実上すべて消滅している。
一部のスタッフが再結集して、イベント開催時期から行われているさっぽろ雪まつりでのぷよぷよキャラクターの雪像制作を続けていたが、現在活動休止中。イベントとともに、今後の復活が期待されている。

## 開催履歴
- 1999年11月14日　ぷよけっとぱーてぃーin札幌　（さっぽろテレビ塔）
- 2000年11月5日　ぷよけっとぱーてぃーin札幌通　（さっぽろテレビ塔）
- 2001年6月24日　ぷよけっとぱーてぃーin札幌SUN　（さっぽろテレビ塔）
- 2001年11月11日　ぷよけっとぱーてぃー出張版in旭川　（花月会館）
- 2002年6月16日　ぷよけっとぱーてぃー4　（北農健保会館）
- 2002年10月27日　ぷよけっとぱーてぃー出張版inくしろ　（浪花町十六番倉庫）
- 2003年6月29日　ぷよけっとぱーてぃー5　（北農健保会館）
- 2003年9月28日　ぷよけっとぱーてぃー出張版in函館　（函館北洋ビル）
- 2003年10月26日　ぷよけっとぱーてぃー6　（北農健保会館）
- 2004年6月13日　ぷよけっとぱーてぃーふぁいなる　（北農健保会館）